# Darío Jaramillo Agudelo
Darío Jaramillo Agudelo (Santa Rosa de Osos, Antioquia, 28 de julio de 1947) es un poeta, novelista y ensayista colombiano, considerado el principal renovador de la poesía amorosa en Colombia y uno de los mejores poetas tanto de la llamada "generación desencantada" como de la segunda mitad del siglo xx.

## Biografía
Vivió en Santa Rosa hasta los siete años y realizó estudios de bachillerato en Medellín. Su pasión por la lectura comenzó por su padre, a quien escuchó recitar los primeros versos y quien estaba dispuesto a mostrarle las enciclopedias, diccionarios y antologías de poesía que coleccionaba. Se graduó como abogado y economista de la Universidad Javeriana de Bogotá.
Durante años, desempeñó importantes cargos culturales en organismos estatales y fue miembro de los consejos de redacción de la revista Golpe de Dados y de la fundación particular Simón y Lola Guberek. También llegó a ser profesor de su universidad.
Fue llamado por el presidente Belisario Betancur para que se encargara de toda la actividad cultural en el Banco de la República. Desde 1985 y hasta agosto de 2007 lideró la política cultural al frente de la Subgerencia Cultural, mediante la cual buscó preservar las colecciones, ordenarlas y ponerlas al servicio de todo el país. Ejerció este cargo hasta su retiro.
En 1989 sufrió un accidente durante un atentado a Fernando Martínez, arquitecto y dueño de la finca Las Mercedes en Sopó, Cundinamarca. A las seis de la tarde, Darío se bajó a abrir el candado del portón de la finca para regresar a Bogotá y una carga de metralla estalló, lo levanta unos diez metros del piso y lo hace desandar el camino. Como resultado le amputaron la pierna derecha. De acuerdo a Darío, posiblemente querían espantar a Fernando de su finca para hacer travesuras con sus animales, todos muy valiosos.
En los setenta, publicó su primer libro. En compañía de Álvaro Miranda, Henry Luque Muñoz, Elkin Restrepo y Juan Gustavo Cobo le dieron vida a Ohhh, una antología colectiva financiada grupalmente. El grupo fue bautizado como la "generación sin nombre". La mayor parte de su obra la ha publicado con la Editorial Pre-Textos, de Valencia, España.

## Obras

### Poesía
- Historias (1974).
- Tratado de retórica (1978).
- Poemas de amor (1986, 2013).
- Del ojo a la lengua (1995).
- Cantar por cantar (2001).
- Gatos (2005).
- Cuadernos de música (2008).
- Sólo el azar (2011).
- El cuerpo y otra cosa (2016).
- Conversaciones con Dios (2023)

1. Reediciones completas

- 77 poemas (1987).
- 127 poemas (2000).
- Libros de poemas (2003).

### Antología
- Antología de lecturas amenas
- Antología poética (1991).
- Cuánto silencio debajo de esta luna (1992).
- Razones del ausente (1998).
- Aunque es de noche (2000).
- Del amor, del olvido (2009).
- Basta cerrar los ojos (2015).
- Poesía selecta (2018).

### Novela
- La muerte de Alec (1983).
- Cartas cruzadas (1995).
- Novela con fantasma (1996).
- Memorias de un hombre feliz (2000).
- El juego del alfiler (2002).
- La voz interior (2006).
- Historia de Simona (2011).

### Ensayo
- Poesía en la canción popular latinoamericana (2008).
- Diccionadario (2014).
- Cien tesoros del Museo de Arte Miguel Urrutia' (2021)
- Indagación sobre los fantasmas (2022)

### Otros libros
- Introducción al derecho cambiario: parte general (1976).
- Aventuras y desventuras de Pánfila con los números (1985).
- Guía para viajeros (1991).
- José Asunción Silva su mito en el tiempo (1997).
- Nicolás aprende los números (2012).
- Fantasmas (2013).
- Caperucita y los cuarenta ladrones (2015).

### Autobiografía
- Historia de una pasión (2006).

### Compilaciones hechas por el autor
- La nueva historia de Colombia (1976).
- Sentimentario, Antología de la poesía amorosa y erótica de Colombia (1985).
- Antología de lecturas amenas (1988).
- Poemáquinas (1992).

+ Antología de crónica latinoamericana actual (2012)

## Premios y distinciones
- Ganador del "Premio Nacional de Poesía Eduardo Cote Lamus", 1978, por Tratado de retórica
- Finalista del "Concurso de novela colombiana Plaza & Janés", 1983, por La muerte de Alec
- Miembro correspondiente de la Academia Colombiana de laLengua, 2003
- Finalista del Premio Fundación José Manuel Lara a novela publicada en España, 2007, por La voz interior
- Becario de la Fundación Guggenhaeim, 2008-2009
- Ganador del "Premio de Novela Corta José María de Pereda", 2010 por Historia de Simona
- Ganador del "Premio Nacional de Poesía" 2017 a libro publicado por El cuerpo y otra cosa[6]
- Miembro honorario de la Academia Colombiana de la Lengua, 2017
- Galardonado con el Premio Internacional de Poesía Federico García Lorca en 2018.[7]
- Miembro correspondiente de la Academia Mexicana de la Lengua, 2021